# Rovnováha kontinua
Kontinuum je v rovnováze tehdy, je-li v rovnováze každá jeho část.

## Rovnice rovnováhy kontinua
Rovnováha tedy nastane, pokud v každém bodě kontinua bude výslednice vnějších sil nulová. V takovém případě je nulová pravá strana pohybové rovnice kontinua. Rovnici rovnováhy kontinua lze tedy vyjádřit jako
{\displaystyle {\frac {\partial \sigma _{ij}}{\partial x_{j}}}+G_{i}=0},
kde bylo použito Einsteinovo sumační pravidlo a {\displaystyle \sigma _{ij}} je tenzor napětí, {\displaystyle G_{i}} jsou složky objemové síly, {\displaystyle \rho } je hustota a {\displaystyle x_{j}} jsou složky vektoru posunutí.